# Dasoul
Karim Talavera (Las Palmas de Gran Canaria, 6 de febrero de 1990), más conocido como Dasoul, es un cantante español. En 2012, firmó un contrato artístico con Roster Music y durante este tiempo ha desarrollado su faceta de productor y compositor pero también la de artista. Después de varios singles, a finales de 2014, presentó 'Él no te da', tema que se ha convertido en su mayor éxito, consiguiendo estar durante 42 semanas en la Lista Oficial de ventas. El sencillo fue doble Disco de Platino y fue la canción más escuchada en 2015 en España.

## Biografía
En su carrera musical conocido como Dasoul. Desde pequeño tuvo curiosidad por el mundo de la música y los videojuegos, aunque decidió dejarlo en segundo plano. En 2011 se propuso convertir su pasión en su trabajo, ser cantante, así que empezó a producir y a componer para diferentes artistas nacionales. De esta manera, fue demostrando su talento y haciéndose un hueco en el mundo de la música profesional.
En 2012, Dasoul firmó un contrato artístico con Roster Music, la discográfica independiente número uno en España, y durante este tiempo ha desarrollado su faceta de productor y compositor pero también la de artista. Ha trabajado con Fito Blanko, Maffio, Henry Mendez, Cristian Deluxe, Decai, Keymass & Bonche, entre otros.
Su primer sencillo, titulado De Lao a Lao, salió a la venta a principios de 2013 y se convirtió en una de las canciones del verano.
Los últimos meses de 2013 los pasó en Miami y Puerto Rico, lugares en los que trabajó con productores y artistas internacionales como por ejemplo, Fito Blanko, Maffio o Eliel. Además enriqueció sus conocimientos y nacieron temas como el remix de De Lao A Lao, ‘La Bienvenida Al Amor’ o Vámonos Pa La Calle.
A mediados de 2014, presentó La Bienvenida Al Amor (Disco de Oro) e inició una gira promocional que pasó por las ciudades más importantes de España. Su tema sonó en las radios más destacadas del momento y apareció en algunos programas punteros.

## Salto a la fama conÉl No Te Da
En diciembre de 2014, Dasoul presentó Él No Te Da. El tema, de estilo moombahton, se convirtió en un éxito manteniéndose durante más de dos meses en el Top 10 de la Lista Oficial de Ventas y consiguiendo el Doble Disco de Platino. Él No Te Da fue número 1 en Los 40 Principales España y el videoclip ya suma más de 56 millones de reproducciones en YouTube. El sencillo ha sonado en países de Centroamérica (El Salvador y Guatemala) y Europa (Suiza, Francia, Kosovo, Grecia, Rumanía, o Turquía).
Con motivo de los carnavales, el cantante quiso hacer un guiño a su tierra natal lanzando un tema dedicado a Canarias, 'Prometo Amarte' (febrero de 2015).
En junio de 2015, Dasoul lanzó Para qué Llorar’ junto con Keymass & Bonche].

## Si Me Porto Mal
El 13 de noviembre de 2015 salió a la venta el primer álbum de Dasoul, "Si me porto mal". El disco incluye varios de sus éxitos y tres nuevos temas ('Si me porto mal', 'Pa que bailen en la disco' y 'Yo soy'). La mayor parte de los temas han sido compuestos y producidos por el artista canario.
El primer sencillo, ‘Si me porto mal’, da nombre al disco y es un moombahton. El artista canario ha hecho popular este estilo en toda Europa gracias a ‘Él no te da’. 
Durante el 2015, Dasoul realizó más de 112 conciertos con su "Gira Él No Te Da" entre España, Francia y Suiza, y fue el único artista español, junto a Enrique Iglesias, en el Top 10 de Ventas Anuales 2015.

## Vuela Corazón
En marzo de 2016, el joven de Gran Canaria publicó nuevo sencillo, 'Vuela corazón'. un tema con el que volvió a sorprendernos a todos gracias a una apuesta decidida por el género Tropical Dance, con el que imprimió un nuevo giro a su meteórica carrera, confirmando a ojos de todo el mundo que estamos delante de un artista en constante evolución. El tiempo ha vuelto a darle la razón corroborando el éxito de “Vuela Corazón” con un nuevo Doble Disco de Platino en España. Los colombianos Sky & Mosty, responsables de la producción de los últimos éxitos de J Balvin, grabaron y mezclaron un remix del tema.
A mediados del mismo año, la compañía Roster Music firma un importante acuerdo con Universal Music por el que Dasoul pasa a formar parte del elenco de artistas de la multinacional discográfica número 1 del mundo, marcándose como máximo objetivo impulsar y potenciar su carrera musical para consolidarlo en todos los mercados como referente del género urbano a nivel global.

## Todas Las Promesas
El 16 de septiembre de 2016 fue la fecha escogida por Dasoul para presentar su nuevo sencillo “Todas las Promesas”. Una vez más el artista ha conseguido subir el nivel de unas expectativas cada vez más altas, multiplicando horizontes para llegar a un público cada vez más amplio. Dasoul vuelve a atrapar al público con sus ritmos de estilo Dance Trap, innovando una vez más.
En octubre de 2016 Dasoul viaja de nuevo a Estados Unidos para consolidar la línea de trabajo y creación de sus composiciones con artistas y productores internacionales, desarrolló diferentes actividades promocionales y varias sesiones de trabajo de la mano de Universal Music Latin para la realización de nuevos proyectos. En estos días Dasoul compartió estudio de grabación e intercambió conocimientos con artistas de la talla de Nacho (Chino y Nacho), Justin Quiles, Mauricio “Dandee” (Cali y el Dandee), Chino (Chino y Nacho) o Descemer Bueno, entre otros, y con los mejores productores del género urbano como DVLP, Nando Pro, Rvssian, Maffio, Dj Chino, Andrés Saavedra, Sky, Bull Nene…
Visitó Puerto Rico, cuna del reguetón, donde tuvo la oportunidad de trabajar con los mejores productores puertorriqueños, entre los que destacan Chris Jeday, Los Legendarios o Los Evo Jedis (Dj Urba & Rome).

## Último éxito antes del retiro, 'Kung Fu' con Nacho
En abril de 2017 lanza el sencillo “Kung Fu”, canción compuesta e interpretada junto a Nacho, ex-componente de Chino y Nacho, el dúo multiplatino consagrado en el estilo tropical, urbano y pop procedente de Latinoamérica, y ganadores de premios únicos como el Latin Grammy, Billboard y Premios Lo Nuestro. Creador de éxitos tan reconocidos como “Andas en mi cabeza”, “Mi niña bonita” o “Tu Angelito”.
“Kung Fu” ha sido producida por el propio Dasoul, es un tema de estilo fusión entre el Dance Hall Tropical y el Reguetón, con un estribillo muy pegadizo y firme candidato a ser una de las canciones del año.
Tras su importante rodaje en conciertos en vivo - más de 40 shows en el 2014, más de 110 en el 2015 y más de 100 en 2016 - Dasoul da un paso delante presentando la gira “Dosis”, que se inicia en junio de 2017 y en la que realizará sus conciertos con una banda de músicos en directo, siendo así el único artista urbano nacional en ofrecer un concierto de estas características.

## DOSIS
En 2020, Dasoul vuelve a la música tras tres años de retiro por conflictos con su anterior discográfica. Presenta su nuevo álbum, DOSIS, el cual mezcla ritmos funk y electrónicos, actualmente se encuentra disponible en todas las plataformas digitales.

## Discografía
- De Lao A Lao (2013)
- La Bienvenida Al Amor (2014)
- De Lao A Lao (No Pierdes El Break) (con Fito Blanko & Maffio, 2014)
- Vámonos pa la Calle (con Maffio, 2014)
- Déjalo (2014)
- Él No Te Da (2014)
- Prometo Amarte (2015)
- Sí me porto mal (álbum) (2015)
- Si me porto mal (sencillo) (2015)
- Vuela corazón (2016)
- Todas las promesas (2016)
- Kung Fu (con Nacho) (2017)
- Dosis (EP) (2020)
- Un clásico (con Danny Romero) (2021)
- Luz (con West Dubai) (2021)
- Sustancia (2021)
- To' y Na (2022)
- Sustancia Remix (Maikel Delacalle, Robledo,Elizalde) (2022)
- Bebo Pa Olvidarte (2022)
- Luces de Neón (2023)
- Luces de Neón (versión merengue) (2023)
- Las Yales (2023)
- Noche De San Juan (2023)
- Tu Nene (2023)
- Karim (2023)
- Bokeh (2024)
- Santa Catalina (2025)

### Colaboraciones
- Todos Los Latinos (con Henry Mendez, Cristian Deluxe y Charly Rodríguez, 2013)
- Amarte Más (con Henry Mendez, 2014)
- Dale (con Kiko Rivera, 2015)
- Para Que Llorar (con Keymass & Bonche, 2015)
- Formentera (con Ricky Santoro, 2015)
- Pa que lo bailen en la disco (con Álvaro Guerra, 2015)
- Eres mía (con XRIZ, 2016)
- Yo Soy Su Marido (con Martín Sangar,2016)
- Quién se va primero (con XRIZ y Danny Romero, 2017)
- A ti te cuido yo (Lento/Veloz) (con Tiziano Ferro)
- La calle me robo el corazón (Bonche) (2022)
- Estoy de Rumba (2022) (XRIZ)
- Sobrenatural (2023) (David Cuello, DCS)